# Pola X
Pola X è un film del 1999 diretto da Leos Carax.